# Гилбоа
Гилбоа (енгл. Mount Gilboa) је планински ланац у Израелу на граници према Јордану, познат по бици у којој је око 1010. пре н.е. пао јеврејски краљ Саул са своја три сина у борби против Филистинаца.

## Историја

### Позадина
Јеврејска номадска племена су се око 2000. пре н.е доселила из Месопотамије у Канаан, који су, према Библији, у то време насељавали Аморијци на северу и Канаанци на југу. У експанзији на запад Јевреји су прешли у Египат, али се у 14. веку пре н.е. враћају у Канаан. Недорасли борби са Канаанцима, који су претежно живели у утврђеним градовима и имали боље оружје, Јевреји настањују брдске пределе Палестине, почињу да се баве земљорадњом и да са Канаанцима развијају трговинске везе. Налазећи се на путу између Азије и Африке, Палестина је била изложена инвазијама многих народа: после 1478. пре н.е. (Битка код Мегида) освојили су је Египћани, а у 13. веку пре н.е. била је поприште борби Египта и Хетита. Крајем 13. века пре н.е. Јевреји су искористили слабост Египта да се прошире према западној обали Палестине: око 1200. пре н.е. победом над Канаанцима код Таанаке почели су освајање приморских области Палестине. Почетком 12. века пре н.е. на западној обали Палестине измеђи Јафе и Газе насељавају се Филистинци, ратничко племе из Мале Азије. Победом над Јеврејима код Евен ха-Езера око 1080. пре н.е. освојили су јужне области Палестине. 

### Битка
Борећи се против Филистинаца, Јевреји су око 1020. пре н.е. у Палестини створили своју прву државу - краљевство Израел - на челу са племенским вођом Саулом, који се прогласио за краља. Победом код Мичмаша Саул је потиснуо Филистинце на узани приморски појас, али је код Гилбоа око 1010. пре н.е. претрпео пораз и изгубио живот са своја три сина.

### Последице
После Саулове смрти његова држава је подељена у два дела: Северним делом - Израел - владао је његов син Еш-бал (Esh-baal или Ish-bosheth),  а у јужном (Јудеја) прогласио се за краља Саулов зет и војсковођа Давид. У низу сукоба двеју држава Давид је изашао као победник и под својом влашћу ујединио оба краљевства.